# Дун Фанчжуо
Дун Фанчжуо (кит.: 董芳卓; нар. 23 січня 1985, Далянь, Ляонін, Китай) — китайський футболіст, нападник.

## Клубна кар'єра

### Ранні роки
Вперше Дун став відомим у 2000 році, коли його визнали найціннішим гравцем юнацькому (U-17). Потім підписав контракт з «Далянь Сайделун» і допоміг їм фінішувати на другому місці в китайській Цзя-В лізі у 2002 році. Потім перейшов у «Далянь Шиде», найуспішнішої клубної команди Китаю. Фанчжуо забив відзначився першим голом за «Далянь» у другому матчі кваліфікаційних етапу Ліги чемпіонів АФК 2002/03 років.

### «Манчестер Юнайтед»
Дун виїхав з «Даляня» до «Манчестер Юнайтед» 12 січня 2004 року за початковий внесок у 500 000 фунтів стерлінгів, який міг вирости до 3,5 млн фунтів стерлінгів, залежно від кількості зіграних матчів. Таким чином, став першим гравцем зі Східної Азії, який підписав за «Манчестер Юнайтед».
Після підписання за «Манчестер Юнайтед» не зміг відразу виступати за старшу команду, оскільки не отримав дозволу на роботу. Через ці юридичні проблеми Дун отримав позику, щоб отримати досвід виступів за першу команду бельгійського Першого дивізіону «Антверпен», де законодавство про працю було менш суворим. У своєму першому сезоні відзначився голом у дев'яти матчах, коли почав звикати до свого нового середовища. Його другий сезон розпочався багатообіцяюче, відзначався в шести із перших семи поєдинках сезону, в усіх матчах виходив на поле з лави запасних. Однак вона була порушена травмами та міжнародними зобов'язаннями, у його формі намітився спад у другій половині сезону, коли він закінчив сезон із семи голами у 22 матчах у всіх змаганнях. На початку сезону 2005/06 років призваний приєднатися до «Манчестер Юнайтед» у передсезонному турі й дебютував за клуб у товариському матчі в Гонконзі, відзначився голдом у переможному (2:0) матчі.
У сезоні 2005/06 років Фанчжуо вразив «Антверпен», коли став найкращим бомбардиром як своєї команди, так і Бельгійського другого дивізіону з 18 голами, у тому числі й оформив два хет-трики. У 2006 році знову приєднався до «Манчестер Юнайтед» у передсезонному турі та відзначився переможним (1:0) голом у воротах «Кайзер Чифс». Головний тренер Алекс Фергюсон зазначив, що Дун мав «швидкість і фізику», щоб грати за «Юнайтед», і сподівався, що він отримає право грати за клуб до грудня 2006 року. Також повідомлялося, що Фанчжуо міг отримати бельгійське громадянство. Однак цей варіант призвів би до втрати Дуном китайського громадянства і ніколи не розглядався. 15 грудня 2006 року, майже через три роки після підписання, Фанчжуо нарешті надали дозвіл на роботу для виступів в Англії, оскільки Дун зіграв достатню кількість матчів за збірну Китаю за попередні два роки. Після підтвердження права на роботу його повернули з оренди в «Антверпені». Фанчжуо розпочав сезон 11 голами в 15 матчах, завдяки чому отримав новий контракт до 2010 року, а 17 січня 2017 року Фанчжуо приєднався до першої команди «Манчестер Юнайтед».
Дебютував на «Олд Траффорд» 13 березня 2007 року у переможному (4:3) благодійному товариському матчі проти «Європа XI», вийшовши на 72-й хвилині замість Алана Сміта. Став основним гравцем резервної команди «Манчестер Юнайтед», а 9 травня 2007 року Дун дебютував у Прем'єр-лізі, в якому зіграв разом з Уле Гуннар Сульшером в поєдинку проти "Челсі" на Стемфорд Бридж. 26 вересня 2007 року провів свій другий поєдинок, в рамках Кубку ліги проти «Ковентрі Сіті» на «Олд Траффорд», який завершився поразкою господарів з рахунком 0:2. У єврокубках дебютував 12 грудня 2007 року в останньому турі групового етапу Ліги чемпіонів проти «Роми», замінивши партнера по нападу Вейна Руні. Завдяки цьому матчу став першим китайським футболістом, який зіграв у Лізі чемпіонів УЄФА, після Сунь Хьянга. Відзначився чотирма голами в трьох матчах, після чого отримав травму.
До початку сезону 200809 років Фанчжуо не дали номер у команді, а футболку з № 21 отримав Рафаель. 28 серпня 2008 року Дун та «Манчестер Юнайтед» домовились про розірвання контракту, щоб Дун зміг знайти клуб, щоб грати першій команди.

### «Далянь Шиде»
27 серпня 2008 року Дун повернувся в «Далянь Шиде». Досвід виступів за «Манчестер Юнайтед» означав, що очікування від нього були великими, але його виступи в чемпіонаті після повернення були дуже невдалими. Відзначався голами нечасто, через що його перевали до резервної команди. Погані результати в лізі також заважали йому отримати виклик до складу збірної Китаю.

### Повернення до Європи
Побував на перегляді з польським клубом «Легія» (Варшава), Дун підписав 18-місячну угоду з опцією продовження ще на два роки, залежно від його виступів у клубі. Незважаючи на голи в декількох передсезонних товариських матчах, Фанчжуо виглядав непереконливо в чемпіонаті та встиг зіграти всього два матчі, перш ніж потрапити на лаву запасних. 1 серпня 2010 року отримав статус вільного агента. За рекомендацією колишнього товариша по команді Кріштіану Роналду, у серпні 2010 року португальський клуб «Портімоненсі» підписав з ним 1-річний контракт. Проте вже незабаром Дун залишив португальський клуб, і певний період часу його пов'язували з клубом сербської Суперліги «Слобода» (Ужице). Демонструува результативну гру в товариських матчах «Слободи», а в сербських новинах згадували, що він був близький до підписання контракту. Однак клуб запропонував китайцю довгостроковий контракт, але гравець наполягав лише на короткостроковій угоді. Окрім цього, Донг просив зарплатню в 10 000 євро на тиждень, але переговори зірвалися, тому китаєць знову вирушив у подорож.
У березні 2011 року підписав контракт з представником Прем'єр-ліги Вірменії «Міка», за який відзначився голом у фіналі Кубку Вірменії 2011 року. Дун Фанчжо став першим китайським футболістом у Вірменії. Наприкінці сезону залишив «Міку» й перейшов до команди Першої ліги Китаю «Хунань Віллоуз». У команді провів два сезони, в яких відзначився 9-ма голами, після чого ще рік грав «Хебей Чайна Форчун» (2 голи в 7-ми матчах).

## Кар'єра в збірній
Викликався до молодіжної збірної Китаю для участі в молодіжному чемпіонаті світу 2005 року. Виходив з лави запасних на футбольне пол в трьох з чотирьох матчів китайської збірної на турнірі. Дебютним голом за національну збірну Китаю в програному (1:4) поєдинку проти Швейцарії. Також викликався на кубок Азії 2007 року. Виступав на Літніх олімпійських іграх 2008 року. У першому матчі команди проти Нової Зеландії замінив Хань Пенга а на 88-й хвилині відзначився голом, завдяки чому допоміг Китаю зіграти в нічию 1:1.

## Статистика виступів

### Клубна
Данные на 24 ноября 2011
| Клуб                | Сезон             | Чемпіонат | Чемпіонат | Кубки | Кубки | Єврокубки | Єврокубки | Всього | Всього |
| Клуб                | Сезон             | Матчі     | Голи      | Матчі | Голи  | Матчі     | Голи      | Матчі  | Голи   |
| ------------------- | ----------------- | --------- | --------- | ----- | ----- | --------- | --------- | ------ | ------ |
| «Далянь Сайделун»   | 2002              | ?         | 2         | 0     | 0     | 0         | 0         | ?      | 2      |
| Загалом             | Загалом           | ?         | 2         | 0     | 0     | 0         | 0         | ?      | 2      |
| «Далянь Шиде»       | 2003              | 8         | 0         | 0     | 0     | 0         | 0         | 8      | 0      |
| Загалом             | Загалом           | 8         | 0         | 0     | 0     | 0         | 0         | 8      | 0      |
| «Антверпен»         | 2003/04           | 9         | 1         | 0     | 0     | 0         | 0         | 9      | 1      |
| «Антверпен»         | 2004/05           | 19        | 6         | 3     | 1     | 0         | 0         | 22     | 7      |
| «Антверпен»         | 2005/06           | 28        | 18        | 1     | 0     | 0         | 0         | 29     | 18     |
| «Антверпен»         | 2006/07           | 14        | 9         | 1     | 2     | 0         | 0         | 15     | 11     |
| Загалом             | Загалом           | 70        | 34        | 5     | 3     | 0         | 0         | 75     | 37     |
| «Манчестер Юнайтед» | 2006/07           | 1         | 0         | 0     | 0     | 0         | 0         | 1      | 0      |
| «Манчестер Юнайтед» | 2007/08           | 0         | 0         | 1     | 0     | 1         | 0         | 2      | 0      |
| Загалом             | Загалом           | 1         | 0         | 1     | 0     | 1         | 0         | 3      | 0      |
| «Далянь Шиде»       | 2008              | 11        | 0         | 0     | 0     | 0         | 0         | 11     | 0      |
| «Далянь Шиде»       | 2009              | 15        | 0         | 0     | 0     | 0         | 0         | 15     | 0      |
| Загалом             | Загалом           | 26        | 0         | 0     | 0     | 0         | 0         | 26     | 0      |
| «Легія»             | 2009/10           | 2         | 0         | 2     | 0     | 0         | 0         | 4      | 0      |
| Загалом             | Загалом           | 2         | 0         | 2     | 0     | 0         | 0         | 4      | 0      |
| «Портімоненсі»      | 2010/11           | 3         | 0         | 1     | 1     | 0         | 0         | 4      | 1      |
| Загалом             | Загалом           | 3         | 0         | 1     | 1     | 0         | 0         | 4      | 1      |
| «Міка»              | 2011              | 21        | 4         | 3     | 2     | 0         | 0         | 24     | 6      |
| Загалом             | Загалом           | 21        | 4         | 3     | 2     | 0         | 0         | 24     | 6      |
| Усього за кар'єру   | Усього за кар'єру | 131       | 40        | 12    | 6     | 1         | 0         | 144    | 46     |

### У збірній

#### По роках
Станом на 18 липня 2007
| Національна збірна | Рік     | Матчі | Голи |
| ------------------ | ------- | ----- | ---- |
| Китай              |         |       |      |
| 2005               | 1       | 0     |      |
| 2006               | 7       | 1     |      |
| 2007               | 5       | 0     |      |
| Загалом            | Загалом | 13    | 1    |

#### Голи за збірну
| № | Дата          | Місце                      | Суперник  | Рахунок | Результат | Змагання         | Посилання |
| - | ------------- | -------------------------- | --------- | ------- | --------- | ---------------- | --------- |
| 1 | 3 червня 2006 | Гардтурм, Цюрих, Швейцарія | Швейцарія | 1–4     | 1–4       | Товариський матч |           |

## Досягнення

### Клубні
«Міка»
- Кубок Вірменії
  -  Володар (1): 2011